# Пустынная планета

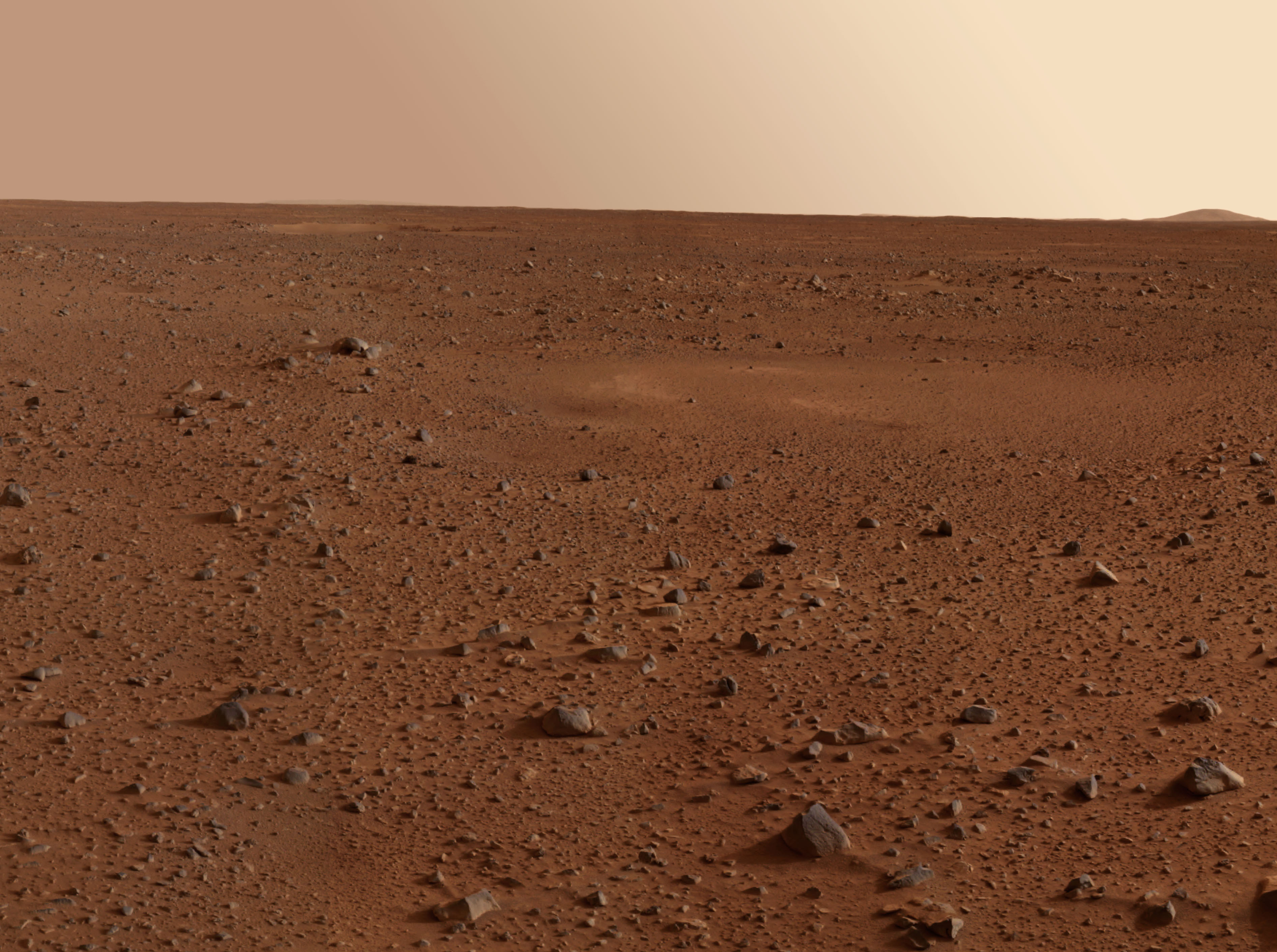
Типичный марсианский пейзаж (кратер Гусева)

Пустынная планета — планета с одним основным биомом, имеющая в основном пустынный климат с малым количеством естественных осадков или вовсе без них. Типичной пустынной планетой является Марс. Многие планеты земного типа по данному определению будут признаны пустынными планетами. Однако этот термин часто используется для обозначения тех пустынных планет, на которых сохраняется возможность существования жизни.
Пустынные планеты часто встречаются в научной фантастике. Наиболее известными примерами таких вымышленных планет являются Арракис, на котором разворачивается действие серии романов «Дюна» Фрэнка Герберта, Татуин из вселенной Звёздных войн, а также планета Плюк из фильма «Кин-Дза-Дза!».

## Обитаемость
По данным исследований, на пустынных планетах возможно существование жизни, причём такие планеты могут встречаться чаще, чем «двойники Земли». Причиной этого является то, что, согласно результатам моделирования, обитаемая зона для пустынных планет имеет намного большие размеры, чем для планет, на поверхности которых вода присутствует в жидком состоянии.
В этом же исследовании указывается, что когда-то Венера могла быть обитаемой пустынной планетой. Считается, что аналогичное утверждение верно и для Марса, и что жизнь на Марсе в принципе может существовать и в современный период.
Также считается, что Земля станет пустынной планетой через несколько миллиардов лет из-за увеличения светимости Солнца.
Вопреки обычно изображаемому образу, обитаемая пустынная планета, скорее всего, не будет иметь полностью однообразный климат. Скорее всего, вблизи полюсов сохранятся существенные запасы грунтовых вод, а общие закономерности климата будут зависеть от наклона оси вращения.